# Hendrik C. van Oort
Hendrik Christiaan (Hendrik C.) van Oort (Utrecht, 28 april 1873 – Soest, Baarn, 27 augustus 1953) was een Nederlands zanger, componist en muziekpedagoog.
Hij was zoon van goudsmid Johan van Oort en vroedvrouw Johanna Geertruida Alida Ditmarsch. Hendrik C. was enige tijd getrouwd met Helena Sophia Wilhelmina Hauer, scheidde in augustus 1915 van haar om de volgende maand te trouwen met Wilhelmina Charlotte Elisabeth Anna Braakensiek, van wie hij ook weer scheidde. Later trouwde hij nog met Annetje Beets. Hij was ridder in de Orde van Oranje Nassau. Hij werd gecremeerd op Westerveld. Uit het tweede huwelijk kwam voort Jan van Oort, bekend onder pseudoniem Jean Dulieu.
Hij kreeg zijn opleiding aan het Muziekschool der Toonkunst. Hij studeerde er eerst bij Carel Wirtz piano)  en Johan Wagenaar (muziektheorie en compositieleer). Hij wendde zich echter tot de zangkunst middels een opleiding bij Aaltje Noordewier-Reddingius. Er volgden concertreizen door West-Europa. Hij combineerde het beroep van concertzanger met dat van het leraarschap aan het Conservatorium van Amsterdam. In de periode 1903 tot en met 1929 zong hij 73 maal bij het Concertgebouworkest, vaak onder leiding van dirigent Willem Mengelberg.
Zijn oeuvre bestond rond 1913 grotendeels uit liederen, waarvan sommigen een opusnummer kregen:
- opus 3: Zeven kinderliedjes met pianobegeleiding
- opus 4: Zwei Liederen voor middenstem
- opus 7: Zwei Gesänge voor middenstem
- opus 8.1: Leg uw beide blanke handjes (tekst Jacques Perk) voor een middenstem
- opus 8.2: Ich frage nicht voor een middenstem
- opus 9: Schwere Nachte (tekst Elise Degen) voor een middenstem
- Avond, voor zangstem met piano- of orgelbegeleiding
- Maiennacht voor gemengd koor
- Weenend woud voor gemengd koor
- Feestlied bij het huwelijk van Wilhelmina der Nederlanden en Hendrik van Mecklenburg-Schwerin voor gemengd zangkoor en pianobegeleiding (1901)
- Drie kerstliederen voor vrouwenkoor met pianobegeleiding: 1: Kerstnacht (tekst J.D.C. van Dokkum), 2: Kerstlied (traditioneel), 3: Kerstnacht (tekst Marie Boddaert)